# Boof Bonser
Boof Bonser (né le 14 octobre 1981 à St. Petersburg, Floride, États-Unis) est un ancien lanceur droitier de la Ligue majeure de baseball qui joue de 2006 à 2010, notamment pour les Twins du Minnesota.

## Carrière
Boof Bonser est drafté au premier tour (21e choix) le 9 septembre 2000 par les Giants de San Francisco. Il est transféré chez les Twins du Minnesota le 14 novembre 2003 avec Joe Nathan et Francisco Liriano, en retour d'A. J. Pierzynski et d'une somme d'argent. Bonser fait ses débuts avec les Twins le 21 mai 2006 et joue avec cette équipe jusqu'en 2009. Il rate entièrement cette dernière saison en raison d'une blessure à l'épaule droite qui nécessita une intervention chirurgicale.
En décembre 2009, Bonser est échangé aux Red Sox de Boston. Il est libéré par les Sox en cours de saison et rejoint les A's d'Oakland, avec qui il termine la saison 2010.